# Zastolański Żleb

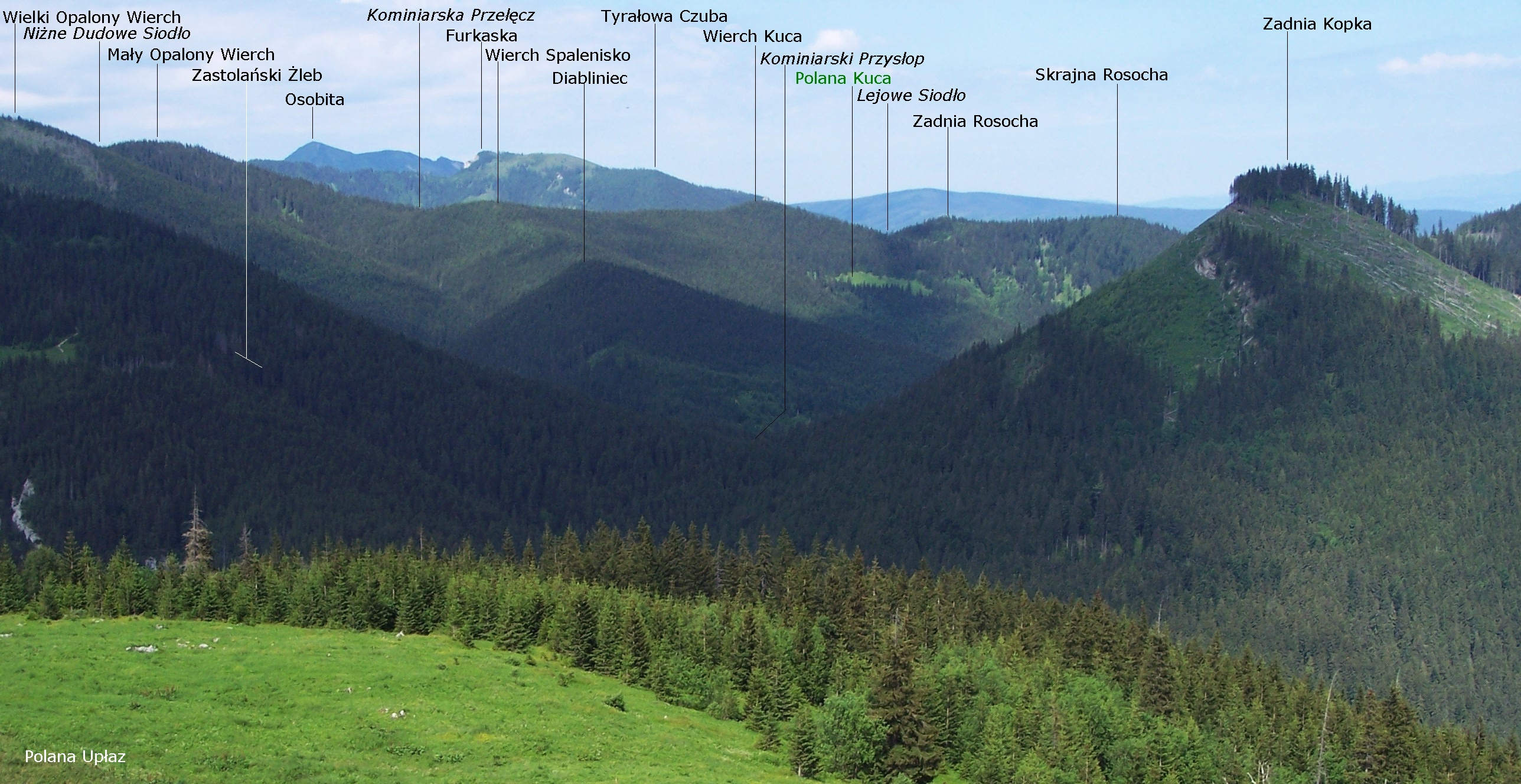
Widok na Zastolański Żleb z polany Upłaz

Zastolański Żleb – zachodnia odnoga Doliny Kościeliskiej w Tatrach Zachodnich. W dolnej części jest to dolinka, w górnej żleb o dwóch odnogach: dłuższa odnoga lewa podchodzi pod Polanę na Stołach, krótsza prawa pod Przysłop Kominiarski. Od północy ograniczenie Zastolańskiego Żlebu tworzą stoki Zadniej Kopki, od zachodu grzbiet łączący ją poprzez Kominiarski Przysłop z Suchym Wierchem, od południa grzęda opadająca ze Stołów.
Zastolański Żleb ma długość około 600 m, a jego wylot znajduje się na wysokości około 975 m, tuż za Pośrednią Kościeliską Bramą. Dnem żlebu spływa niewielki potok, w dolnej części okresowo zanikający. Żleb jest całkowicie porośnięty lasem. Jego dolną częścią prowadzi szlak turystyczny do Polany na Stołach, górna część szlaku prowadzi grzędą ograniczająca żleb od południa

## Szlaki turystyczne
– niebieski szlak turystyczny z Doliny Kościeliskiej. Wejście na niego znajduje się tuż obok Pośredniej Kościeliskiej Bramy, naprzeciwko Lodowego Źródła. Odległość 2 km, różnica wzniesień 460 m. Czas przejścia: 1:10 h, ↓ 55 min.